# الأميرة والعفريت (رواية)
الأميرة والعفريت هي رواية للأطفال كتبها الروائي جورج ماكدونالد. وقد نشرت في عام 1872 من قبل (ستراهان وشركائه).

## ملخص
تعيش الأميرة إيرين البالغة من العمر (8) سنوات حياتها وحيدة في قلعة في البرية في مملكة جبلية معزولة، مع مربيتها لوتي. والدتها متوفية ووالدها (الملك)، غائب دائما. ويسكن في المناجم القريبة من القلعة جنس من العفاريت الذين نُفوا عن المملكة منذ زمن بعيد، وهم الآن عازمون على الانتقام من جيرانهم البشر. وفي أحد الأيام الممطرة تستكشف الأميرة القلعة، وتكتشف سيدة جميلة غامضة، والتي ادعت أنها جدتها الكبيرة وأنها تحمل نفس الاسم (إيرين). في اليوم التالي أقنعت الأميرة إيرين مربيتها باصطحابها إلى الخارج، وبعد حلول الظلام طاردتهما العفاريت، وأنقذهما عامل من عمال المنجم يدعى (كوردي)، الذي أصبح صديقا للأميرة إيرين. ومن خلال عمله في المنجم مع بقية العمال، يبدأ (كوردي) بالتنصت على العفاريت ويكتشف سرهم ونقطة ضعفهم، التي تكمن في امتلاكهم أقداما لينة وضعيفة جدا. ثم يتسلل (كوردي) إلى القاعة الكبرى في قصر العفاريت، ويكتشف أن العفاريت تنوي إغراق المنجم. ينقل (كوردي) الخبر إلى والده.
في القصر، تؤذي الأميرة (إيرين) يدها وتشرف جدتها الكبيرة على معالجتها. وبعد أسبوع تنوي الأميرة رؤية جدتها الكبيرة مرة أخرى ولكنها تخاف من قطة طويلة وتهرب إلى الجبل وتتيه حيث يقودها ضوء يخرج من برج جدتها الكبيرة إلى منزلها وتقوم الجدة بإعطائها حلقة تعلق على خيط لا يراه أحد إلا هي ويقودها هذا الخيط إلى المنزل.
يكتشف العفاريت أن (كوردي) يتنصت عليهم ويعلمون أنه علم بأسرارهم فيسجنونه، ويتركونه ليموت جوعا، ولكن الخيط السحري يقود الأميرة (إيرين) لإنقاذ (كوردي). وتأخذ الأميرة (كوردي) ليرى جدتها الكبيرة وعندما يصلان إليها تكتشف الأميرة أنها الوحيدة القادرة على رؤية جدتها الكبيرة وأن (كوردي) لا يستطيع رؤيتها.
يكتشف (كوردي) فيما بعد أن العفاريت تحفر نفقا من المنجم نحو قصر الملك، حيث تخطط العفاريت لاختطاف الأميرة وتزويجها لأمير العفاريت (هارليب). يحذر (كوردي) حراس القصر ولكنه يُسجن في القصر ويصاب بالحمى جراء جرح في ساقه حتى تعالجه جدة الأميرة (إيرين) الكبيرة. وفي الوقت نفسه تتمكن العفاريت من اختراق القصر وتأتي لاختطاف الأميرة، ولكن (كوردي) يهرب من سجنه ويتبع الخيط السحري ويعيدها إلى الملك. وعندما تغمر العفاريت المنجم، يدخل الماء إلى القصر ويحذر (كوردي) الآخرين وتغرق العفاريت.
يطلب الملك من (كوردي) أن يعمل حارسا شخصيا له ولكن (كوردي) يرفض قائلا إنه لا يستطيع ترك والديه، وبدلا من ذلك يتقبل ثوبا أحمر جديدا كمكافأة له ويعطيه لأمه.

## أشكال أخرى
- في عام 1960م تم تكييف الرواية على شكل رسوم متحركة.
- الأميرة والعفاريت هي أيضا قصيدة لـ(سيلفيل بليث 1932-1963).
- تويلا ثارب استخدمت القصة في كامل طول الباليه من نفس العنوان. كانت أول من دمج الأطفال وشاركت بتكليف من أتلانتا الباليه ووينيبيغ الملكي الباليه في عام 2012.[2]